# František Belfín
František Belfín, né le 11 juillet 1923 à Klatovy et mort le 25 février 1997 à Prague, est un compositeur et chef d'orchestre tchèque.

## Biographie
Belfín est issu d'une famille de musiciens. Son père était un excellent bassoniste, qui jouait dans des orchestres d'opéra à Zagreb, Ljubljana, Osijek, Belgrade et Brno. Le fils reçoit ainsi une éducation musicale dès son plus jeune âge, étudiant le violon et le piano avant de suivre les cours du conservatoire, dont il obtient le diplôme comme étudiant en composition et direction d'orchestre. Après avoir terminé ses études au conservatoire, il exerce comme chef d'orchestre avec plusieurs orchestres régionaux (Teplice, Jablonec nad Nisou, Liberec). De 1951 à 1955, il est à la tête de l'Orchestre de l'Opéra de Plzeň puis, de 1955 à 1983, est le chef d'orchestre et chef principal de l'Orchestre symphonique du film (FISYO). Avec cet ensemble, il enregistre les musiques d'environ 2 500 films de tous genres. En plus de la direction d'orchestre, il a également composé de la musique de film (il en était même le représentant typique de la fin des années 1930 jusqu'aux années 1960 environ), écrivant environ 190 compositions de film jusqu'à la fin de 1979, principalement pour des courts métrages dans le domaine de l'art et des contes de fées et des pièces de théâtre en soirée. [Il a également travaillé de manière irrégulière comme chef d'orchestre de concert.

## Distinction
- 1968 : Vyznamenání Za vynikající práci (cs)[2],[3].